# Ajinomoto
Ajinomoto Co., Inc., «Адзиномото» (яп. 味の素株式会社 Адзиномото: кабусики-гайся) — японская компания, которая производит приправы, спортивное питание, пищевые добавки, растительные масла, замороженные продукты, напитки, подсластители, аминокислоты и фармацевтические препараты.
AJI-NO-MOTO (味の素, «essence of taste») — торговая марка оригинального продукта глутамата натрия. Штаб-квартира компании находится в Тюо, Токио.

## История
Ajinomoto Co., Inc. была создана в 1908 году как дочерняя компания Suzuki Pharmaceutical Co., Ltd., для того, чтобы профессор Токийского университета, первооткрыватель вкуса умами Кикунаэ Икеда мог продавать и отправлять на экспорт синтезированную им натуральную пищевую добавку — глутамат натрия. В 1909 году он презентовал новинку на выставке в Токио, а через месяц начал продавать ее под торговой маркой «AJI-NO-MOTO». Символом компании тогда была домохозяйка в фартуке, которая красовалась тогда во всех продуктах марки Ajinomoto. Продукт оказался популярен и в Японии, и в других странах. В 1913 году был построен первый крупный завод фирмы в Кавасаки. К 1918 году объем производства превышал 84 тонны, а офисы компании открылись в Нью-Йорке и Шанхае. К 1937 году выручка достигла 27 миллионов йен. Однако, во время Второй мировой войны производство резко стало сокращаться, а к 1944 году полуразрушенные заводы Ajinomoto в Японии закрылись.
После Второй мировой войны Ajinomoto не спешила c возобновлением производства своей пищевой добавки, поскольку у нее не было достаточных средств для продолжения производства, а ее фабрика была почти полностью разрушена в результате бомбардировок. В апреле 1946 года компания сменила название на Ajinomoto Co. Ltd. В 1947 году производство приправы возобновилось в дополнение к производству новых пищевых продуктов, таких как приправы на основе нуклеиновых кислот и обработанные пищевые продукты. В мае 1949 года компания Ajinomoto была зарегистрирована на японской фондовой бирже. В 1950 году на экспорт компании приходилось 95% выручки, при этом в последующие годы экспорт продукции в Юго-Восточную Азию, Европу и США увеличивался. В Европе бренд AJI-NO-MOTO использовался в качестве приправы многими производителями пищевых продуктов, включая Maggie GmbH and C.H. Knorr AG. В 1950 году продажи в Японии возобновились после отмены послевоенного контроля над продажами. В 1953 году продажи продукции в Японии превысили довоенные показатели.
В 1960-х годах Ajinomoto начала диверсифицировать свое производство, начав полномасштабное партнёрство с международными компаниями по производству продуктов питания, включая Kellogg's в 1962 году, CPC International Inc. в 1963 году и Best Foods Company Ltd. в 1964 году. Благодаря началу кооперации с иностранными партнёрами компания начала  продавать кукурузные хлопья Kellogg's и супы Knorr в Японии, а также смогла создать собственную марку майонеза. Ajinomoto также изменил рецепт AJI-NO-MOTO, использовав аминокислоты из сахарного тростника вместо соевых бобов, что позволило производить пищевую добавку на местных производствах в странах, в которые она ранее экспортировалась, что позволило снизить транспортные расходы компании. В 1962 году было открыто внутреннее производство продукции Ajinomoto в Таиланде, а последующие годы на Филиппинах, в Малайзии, Перу, Индонезии и Бразилии. К 1979 году почти половина продукции AJI-NO-MOTO производилась за пределами Японии.
В 1970-х Ajinomoto продолжила диверсификацию своего бизнеса, запустив в 1970 году ароматизированную приправу HON-DASHI и начав производство замороженных продуктов в 1972 году. В 1973 году Ajinomoto и General Foods Inc. основали совместное предприятие по выпуску быстрорастворимого кофе — Ajinomoto General Foods Inc. В 1978 году Ajinomoto запустила бренд китайских приправ под торговой маркой Cook Do. На рынках Азии и Латинской Америки Ajinomoto создала новые продукты для потребителей, в то время как на рынках США и Европы она в основном поставляла свою фирменную продукцию. В это время компания также вышла на другие рынки сбыта продукции. В 1956 году она начала поставлять кристаллические аминокислоты для использования в фармацевтике, что способствовало первому в мире выпуску инфузионных аминокислот. В 1960-х и 1970-х годах компания разработала аминокислоты для кормления, фармацевтические препараты, такие как энтеральные питательные вещества и поверхностно-активные вещества.
С 1980-х годов компания заходит на рынок медицинских препаратов (созданных на основе аминокислот). С 1990-х годов Ajinomoto активно покупает различные продовольственные компании. Например, в 2005 году французская фирма Orsan была куплена фирмой и переименована в AJI-NO-MOTO Foods, Europe. В 2009 году Ajinomoto отметила свое 100-летие.

## Продукция
В 1909 году компания Ajinomoto Co. Inc. впервые выпустила пищевую добавку «AJI-NO-MOTO», изготовленную из патоки и крахмала тапиоки, полученной из сахарного тростника.

## Другое
В марте 2003 года Ajinomoto первая в Японии заключила соглашение о спонсорском названии футбольного стадиона «Tокио Стэдиум» — домашнюю арену клубов Джей-лиги «ФК Токио» и «Токио Верди». С тех пор стадион «Ajinomoto Stadium» терял это спонсорское название только в 2019 году, но к 2020 году контракт был переподписан и действует.
С 2020 года Ajinomoto создает проект #RedefineCRS, призванный развенчивать в обществе мифы и городские легенды о мнимом вреде глутамата натрия.